# Puchar Świata w biegach narciarskich 2018/2019
Sezon 2018/2019 Pucharu Świata w biegach narciarskich rozpoczął się 24 listopada w fińskim ośrodku narciarskim Ruka nieopodal miejscowości Kuusamo, a zakończył się 24 marca w kanadyjskim Québecu podczas cyklu Finału Pucharu Świata.
Obrończynią Pucharu Świata wśród kobiet była Norweżka Heidi Weng, a wśród mężczyzn, jej rodak Johannes Høsflot Klæbo.
Najważniejszą imprezą sezonu były odbyte w lutym 2019 roku Mistrzostwa Świata w Narciarstwie Klasycznym 2019 w austriackim ośrodku narciarskim Seefeld in Tirol.

## Kalendarz i wyniki

### Kobiety
| Lp.                                                                                    | Miejscowość                                 | Dystans                                     | Data                                        | Szczegóły | 1. miejsce                                                                          | 2. miejsce                                                                      | 3. miejsce                                                                                 |
| -------------------------------------------------------------------------------------- | ------------------------------------------- | ------------------------------------------- | ------------------------------------------- | --------- | ----------------------------------------------------------------------------------- | ------------------------------------------------------------------------------- | ------------------------------------------------------------------------------------------ |
| 1.                                                                                     | Ruka                                        | Sprint s. klasycznym                        | 24 listopada 2018                           | szczegóły | Julija Biełorukowa                                                                  | Maja Dahlqvist                                                                  | Ida Ingemarsdotter                                                                         |
| 2.                                                                                     | Ruka                                        | 10 km s. klasycznym                         | 25 listopada 2018                           | szczegóły | Therese Johaug                                                                      | Charlotte Kalla                                                                 | Ebba Andersson                                                                             |
| Lillehammer Tour (30 listopada – 2 grudnia 2018)                                       |                                             |                                             |                                             |           |                                                                                     |                                                                                 |                                                                                            |
|                                                                                        | Lillehammer                                 | Sprint s. dowolnym                          | 30 listopada 2018                           | szczegóły | Jonna Sundling                                                                      | Stina Nilsson                                                                   | Sadie Maubet Bjornsen                                                                      |
|                                                                                        | Lillehammer                                 | 10 km s. dowolnym                           | 1 grudnia 2018                              | szczegóły | Therese Johaug                                                                      | Ebba Andersson                                                                  | Charlotte Kalla                                                                            |
|                                                                                        | Lillehammer                                 | 10 km s. klasycznym (bieg pościgowy)        | 2 grudnia 2018                              | szczegóły | Therese Johaug                                                                      | Ingvild Flugstad Østberg                                                        | Ebba Andersson                                                                             |
| 3.                                                                                     | Lillehammer Tour – klasyfikacja końcowa     | Lillehammer Tour – klasyfikacja końcowa     | Lillehammer Tour – klasyfikacja końcowa     | szczegóły | Therese Johaug                                                                      | Ebba Andersson                                                                  | Ingvild Flugstad Østberg                                                                   |
| 4.                                                                                     | Beitostølen                                 | 15 km s. dowolnym                           | 8 grudnia 2018                              | szczegóły | Therese Johaug                                                                      | Charlotte Kalla                                                                 | Ingvild Flugstad Østberg                                                                   |
| 5.                                                                                     | Beitostølen                                 | Sztafeta 4 × 5 km                           | 9 grudnia 2018                              | szczegóły | Norwegia I Heidi Weng · Therese Johaug · Ragnhild Haga · Ingvild Flugstad Østberg   | Rosja II Lidija Durkina · Anna Żerebjatiewa · Marija Istomina · Jelena Sobolewa | Finlandia I Johanna Matintalo · Krista Pärmäkoski · Riitta-Liisa Roponen · Eveliina Piippo |
| 6.                                                                                     | Davos                                       | Sprint s. dowolnym                          | 15 grudnia 2018                             | szczegóły | Stina Nilsson                                                                       | Sophie Caldwell                                                                 | Maja Dahlqvist                                                                             |
| 7.                                                                                     | Davos                                       | 10 km s. dowolnym                           | 16 grudnia 2018                             | szczegóły | Therese Johaug                                                                      | Ingvild Flugstad Østberg                                                        | Krista Pärmäkoski                                                                          |
| Tour de Ski (29 grudnia 2018 – 6 stycznia 2019)                                        |                                             |                                             |                                             |           |                                                                                     |                                                                                 |                                                                                            |
|                                                                                        | Toblach                                     | Sprint s. dowolnym                          | 29 grudnia 2018                             | szczegóły | Stina Nilsson                                                                       | Ida Ingemarsdotter                                                              | Jessica Diggins                                                                            |
|                                                                                        | Toblach                                     | 10 km s. dowolnym                           | 30 grudnia 2018                             | szczegóły | Natalja Niepriajewa                                                                 | Ingvild Flugstad Østberg                                                        | Anastasija Siedowa                                                                         |
|                                                                                        | Val Müstair                                 | Sprint s. dowolnym                          | 1 stycznia 2019                             | szczegóły | Stina Nilsson                                                                       | Sophie Caldwell                                                                 | Jessica Diggins                                                                            |
|                                                                                        | Oberstdorf                                  | 10 s. klasycznym (start masowy)             | 2 stycznia 2019                             | szczegóły | Ingvild Flugstad Østberg                                                            | Natalja Niepriajewa                                                             | Anastasija Siedowa                                                                         |
|                                                                                        | Oberstdorf                                  | 10 km s. dowolnym (bieg pościgowy)          | 3 stycznia 2019                             | szczegóły | Ingvild Flugstad Østberg                                                            | Natalja Niepriajewa                                                             | Jessica Diggins                                                                            |
|                                                                                        | Val di Fiemme                               | 10 km s. klasycznym (start masowy)          | 5 stycznia 2019                             | szczegóły | Ingvild Flugstad Østberg                                                            | Natalja Niepriajewa                                                             | Anastasija Siedowa                                                                         |
|                                                                                        | Val di Fiemme                               | 9 km s. dowolnym (bieg pościgowy)           | 6 stycznia 2019                             | szczegóły | Ingvild Flugstad Østberg                                                            | Krista Pärmäkoski                                                               | Anastasija Siedowa                                                                         |
| 8.                                                                                     | Tour de Ski – klasyfikacja końcowa          | Tour de Ski – klasyfikacja końcowa          | Tour de Ski – klasyfikacja końcowa          | szczegóły | Ingvild Flugstad Østberg                                                            | Natalja Niepriajewa                                                             | Krista Pärmäkoski                                                                          |
| 9.                                                                                     | Drezno                                      | Sprint s. dowolnym                          | 12 stycznia 2019                            | szczegóły | Stina Nilsson                                                                       | Maja Dahlqvist                                                                  | Jonna Sundling                                                                             |
| 10.                                                                                    | Drezno                                      | Sprint drużynowy s. dowolnym                | 13 stycznia 2019                            | szczegóły | Szwecja I Stina Nilsson · Maja Dahlqvist                                            | Szwecja II Ida Ingemarsdotter · Jonna Sundling                                  | Norwegia I Mari Eide · Maiken Caspersen Falla                                              |
| 11.                                                                                    | Otepää                                      | Sprint s. klasycznym                        | 19 stycznia 2019                            | szczegóły | Maiken Caspersen Falla                                                              | Natalja Niepriajewa                                                             | Maja Dahlqvist                                                                             |
| 12.                                                                                    | Otepää                                      | 10 km s. klasycznym                         | 20 stycznia 2019                            | szczegóły | Therese Johaug                                                                      | Ebba Andersson                                                                  | Natalja Niepriajewa                                                                        |
| 13.                                                                                    | Ulricehamn                                  | 10 km s. dowolnym                           | 26 stycznia 2019                            | szczegóły | Therese Johaug                                                                      | Astrid Jacobsen                                                                 | Ebba Andersson                                                                             |
| 14.                                                                                    | Ulricehamn                                  | Sztafeta 4 × 5 km                           | 27 stycznia 2019                            | szczegóły | Norwegia I Heidi Weng · Therese Johaug · Astrid Jacobsen · Ingvild Flugstad Østberg | Szwecja I Evelina Settlin · Ebba Andersson · Charlotte Kalla · Jonna Sundling   | Finlandia Laura Mononen · Krista Pärmäkoski · Riitta-Liisa Roponen · Eveliina Piippo       |
| 15.                                                                                    | Lahti                                       | Sprint s. dowolnym                          | 9 lutego 2019                               | szczegóły | Maiken Caspersen Falla                                                              | Sophie Caldwell                                                                 | Maja Dahlqvist                                                                             |
| 16.                                                                                    | Lahti                                       | Sprint drużynowy s. klasycznym              | 10 lutego 2019                              | szczegóły | Szwecja I Ida Ingemarsdotter · Maja Dahlqvist                                       | Norwegia I Tiril Udnes Weng · Maiken Caspersen Falla                            | Szwecja II Evelina Settlin · Hanna Falk                                                    |
| 17.                                                                                    | Cogne                                       | Sprint s. dowolnym                          | 16 lutego 2019                              | szczegóły | Jessica Diggins                                                                     | Sandra Ringwald                                                                 | Johanna Hagström                                                                           |
| 18.                                                                                    | Cogne                                       | 10 km s. klasycznym                         | 17 lutego 2019                              | szczegóły | Kerttu Niskanen                                                                     | Nadine Fähndrich                                                                | Natalja Niepriajewa                                                                        |
| Mistrzostwa Świata w Narciarstwie Klasycznym 2019 w Seefeld (20 lutego – 3 marca 2019) |                                             |                                             |                                             |           |                                                                                     |                                                                                 |                                                                                            |
| 19.                                                                                    | Oslo                                        | 30 km s. dowolnym (start masowy)            | 10 marca 2019                               | szczegóły | Therese Johaug                                                                      | Natalja Niepriajewa                                                             | Ebba Andersson                                                                             |
| 20.                                                                                    | Drammen                                     | Sprint s. klasycznym                        | 12 marca 2019                               | szczegóły | Maiken Caspersen Falla                                                              | Astrid Jacobsen                                                                 | Natalja Niepriajewa                                                                        |
| 21.                                                                                    | Falun                                       | Sprint s. dowolnym                          | 16 marca 2019                               | szczegóły | Stina Nilsson                                                                       | Maiken Caspersen Falla                                                          | Maja Dahlqvist                                                                             |
| 22.                                                                                    | Falun                                       | 10 km s. dowolnym                           | 17 marca 2019                               | szczegóły | Therese Johaug                                                                      | Ebba Andersson                                                                  | Jessica Diggins                                                                            |
| Finał Pucharu Świata (22 – 24 marca 2019)                                              |                                             |                                             |                                             |           |                                                                                     |                                                                                 |                                                                                            |
|                                                                                        | Quebec                                      | Sprint s. dowolnym                          | 22 marca 2019                               | szczegóły | Stina Nilsson                                                                       | Maja Dahlqvist                                                                  | Jonna Sundling                                                                             |
|                                                                                        | Quebec                                      | 10 km s. klasycznym (start masowy)          | 23 marca 2019                               | szczegóły | Stina Nilsson                                                                       | Therese Johaug                                                                  | Ingvild Flugstad Østberg                                                                   |
|                                                                                        | Quebec                                      | 10 km s. dowolnym (bieg pościgowy)          | 24 marca 2019                               | szczegóły | Therese Johaug                                                                      | Krista Pärmäkoski                                                               | Ebba Andersson                                                                             |
| 23.                                                                                    | Finał Pucharu Świata – klasyfikacja końcowa | Finał Pucharu Świata – klasyfikacja końcowa | Finał Pucharu Świata – klasyfikacja końcowa | szczegóły | Stina Nilsson                                                                       | Therese Johaug                                                                  | Ingvild Flugstad Østberg                                                                   |
| Zakończenie Sezonu 2018/2019                                                           |                                             |                                             |                                             |           |                                                                                     |                                                                                 |                                                                                            |

### Mężczyźni
| Lp.                                                                                    | Miejscowość                                 | Dystans                                     | Data                                        | Szczegóły | 1. miejsce                                                                           | 2. miejsce                                                                              | 3. miejsce                                                                            |
| -------------------------------------------------------------------------------------- | ------------------------------------------- | ------------------------------------------- | ------------------------------------------- | --------- | ------------------------------------------------------------------------------------ | --------------------------------------------------------------------------------------- | ------------------------------------------------------------------------------------- |
| 1.                                                                                     | Ruka                                        | Sprint s. klasycznym                        | 24 listopada 2018                           | szczegóły | Aleksandr Bolszunow                                                                  | Johannes Høsflot Klæbo                                                                  | Eirik Brandsdal                                                                       |
| 2.                                                                                     | Ruka                                        | 15 km s. klasycznym                         | 25 listopada 2018                           | szczegóły | Aleksandr Bolszunow                                                                  | Emil Iversen                                                                            | Calle Halfvarsson                                                                     |
| Lillehammer Tour (30 listopada – 2 grudnia 2018)                                       |                                             |                                             |                                             |           |                                                                                      |                                                                                         |                                                                                       |
|                                                                                        | Lillehammer                                 | Sprint s. dowolnym                          | 30 listopada 2018                           | szczegóły | Federico Pellegrino                                                                  | Emil Iversen                                                                            | Alex Harvey                                                                           |
|                                                                                        | Lillehammer                                 | 15 km s. dowolnym                           | 1 grudnia 2018                              | szczegóły | Sjur Røthe                                                                           | Didrik Tønseth                                                                          | Dienis Spicow                                                                         |
|                                                                                        | Lillehammer                                 | 15 km s. klasycznym (bieg pościgowy)        | 2 grudnia 2018                              | szczegóły | Janosch Brugger                                                                      | Jean-Marc Gaillard                                                                      | Erik Bjornsen                                                                         |
| 3.                                                                                     | Lillehammer Tour – klasyfikacja końcowa     | Lillehammer Tour – klasyfikacja końcowa     | Lillehammer Tour – klasyfikacja końcowa     | szczegóły | Didrik Tønseth                                                                       | Sjur Røthe                                                                              | Emil Iversen                                                                          |
| 4.                                                                                     | Beitostølen                                 | 30 km s. dowolnym                           | 8 grudnia 2018                              | szczegóły | Sjur Røthe                                                                           | Martin Johnsrud Sundby                                                                  | Andriej Mielniczenko                                                                  |
| 5.                                                                                     | Beitostølen                                 | Sztafeta 4 × 10 km                          | 9 grudnia 2018                              | szczegóły | Norwegia I Emil Iversen · Martin Johnsrud Sundby · Sjur Røthe · Finn Hågen Krogh     | Rosja I Jewgienij Biełow · Aleksandr Bolszunow · Dienis Spicow · Andriej Mielniczenko   | Norwegia II Didrik Tønseth · Hans Christer Holund · Magne Haga · Simen Hegstad Krüger |
| 6.                                                                                     | Davos                                       | Sprint s. dowolnym                          | 15 grudnia 2018                             | szczegóły | Johannes Høsflot Klæbo                                                               | Federico Pellegrino                                                                     | Baptiste Gros                                                                         |
| 7.                                                                                     | Davos                                       | 15 km s. dowolnym                           | 16 grudnia 2018                             | szczegóły | Jewgienij Biełow                                                                     | Maurice Manificat                                                                       | Martin Johnsrud Sundby                                                                |
| Tour de Ski (29 grudnia 2018 – 6 stycznia 2019)                                        |                                             |                                             |                                             |           |                                                                                      |                                                                                         |                                                                                       |
|                                                                                        | Toblach                                     | Sprint s. dowolnym                          | 29 grudnia 2018                             | szczegóły | Johannes Høsflot Klæbo                                                               | Richard Jouve                                                                           | Lucas Chanavat                                                                        |
|                                                                                        | Toblach                                     | 15 km s. dowolnym                           | 30 grudnia 2018                             | szczegóły | Siergiej Ustiugow                                                                    | Simen Hegstad Krüger                                                                    | Aleksandr Bolszunow                                                                   |
|                                                                                        | Val Müstair                                 | Sprint s. dowolnym                          | 1 stycznia 2019                             | szczegóły | Johannes Høsflot Klæbo                                                               | Federico Pellegrino                                                                     | Siergiej Ustiugow                                                                     |
|                                                                                        | Oberstdorf                                  | 15 s. klasycznym (start masowy)             | 2 stycznia 2019                             | szczegóły | Emil Iversen                                                                         | Francesco De Fabiani                                                                    | Siergiej Ustiugow                                                                     |
|                                                                                        | Oberstdorf                                  | 15 km s. dowolnym (bieg pościgowy)          | 3 stycznia 2019                             | szczegóły | Johannes Høsflot Klæbo                                                               | Siergiej Ustiugow                                                                       | Aleksandr Bolszunow                                                                   |
|                                                                                        | Val di Fiemme                               | 15 km s. klasycznym (start masowy)          | 5 stycznia 2019                             | szczegóły | Johannes Høsflot Klæbo                                                               | Francesco De Fabiani                                                                    | Aleksandr Bolszunow                                                                   |
|                                                                                        | Val di Fiemme                               | 9 km s. dowolnym (bieg pościgowy)           | 6 stycznia 2019                             | szczegóły | Sjur Røthe                                                                           | Simen Hegstad Krüger                                                                    | Andriej Mielniczenko                                                                  |
| 8.                                                                                     | Tour de Ski – klasyfikacja końcowa          | Tour de Ski – klasyfikacja końcowa          | Tour de Ski – klasyfikacja końcowa          | szczegóły | Johannes Høsflot Klæbo                                                               | Siergiej Ustiugow                                                                       | Simen Hegstad Krüger                                                                  |
| 9.                                                                                     | Drezno                                      | Sprint s. dowolnym                          | 12 stycznia 2019                            | szczegóły | Sindre Bjørnestad Skar                                                               | Gleb Rietiwych                                                                          | Erik Valnes                                                                           |
| 10.                                                                                    | Drezno                                      | Sprint drużynowy s. dowolnym                | 13 stycznia 2019                            | szczegóły | Norwegia I Erik Valnes · Sindre Bjørnestad Skar                                      | Norwegia II Pål Golberg · Eirik Brandsdal                                               | Rosja I Artiom Malcew · Gleb Rietiwych                                                |
| 11.                                                                                    | Otepää                                      | Sprint s. klasycznym                        | 19 stycznia 2019                            | szczegóły | Johannes Høsflot Klæbo                                                               | Aleksandr Bolszunow                                                                     | Pål Golberg                                                                           |
| 12.                                                                                    | Otepää                                      | 15 km s. klasycznym                         | 20 stycznia 2019                            | szczegóły | Iivo Niskanen                                                                        | Aleksandr Bolszunow                                                                     | Didrik Tønseth                                                                        |
| 13.                                                                                    | Ulricehamn                                  | 15 km s. dowolnym                           | 26 stycznia 2019                            | szczegóły | Maurice Manificat                                                                    | Simen Hegstad Krüger                                                                    | Didrik Tønseth                                                                        |
| 14.                                                                                    | Ulricehamn                                  | Sztafeta 4 × 10 km                          | 27 stycznia 2019                            | szczegóły | Rosja II Jewgienij Biełow · Aleksandr Biessmiertnych · Dienis Spicow · Artiom Malcew | Rosja I Andriej Łarkow · Aleksandr Bolszunow · Andriej Mielniczenko · Siergiej Ustiugow | Norwegia Hans Christer Holund · Didrik Tønseth · Sjur Røthe · Simen Hegstad Krüger    |
| 15.                                                                                    | Lahti                                       | Sprint s. dowolnym                          | 9 lutego 2019                               | szczegóły | Johannes Høsflot Klæbo                                                               | Federico Pellegrino                                                                     | Finn Hågen Krogh                                                                      |
| 16.                                                                                    | Lahti                                       | Sprint drużynowy s. klasycznym              | 10 lutego 2019                              | szczegóły | Norwegia I Emil Iversen · Johannes Høsflot Klæbo                                     | Norwegia II Sindre Bjørnestad Skar · Eirik Brandsdal                                    | Finlandia I Iivo Niskanen · Ristomatti Hakola                                         |
| 17.                                                                                    | Cogne                                       | Sprint s. dowolnym                          | 16 lutego 2019                              | szczegóły | Federico Pellegrino                                                                  | Francesco De Fabiani                                                                    | Lucas Chanavat                                                                        |
| 18.                                                                                    | Cogne                                       | 15 km s. klasycznym                         | 17 lutego 2019                              | szczegóły | Aleksandr Bolszunow                                                                  | Iivo Niskanen                                                                           | Aleksandr Biessmiertnych                                                              |
| Mistrzostwa Świata w Narciarstwie Klasycznym 2019 w Seefeld (20 lutego – 3 marca 2019) |                                             |                                             |                                             |           |                                                                                      |                                                                                         |                                                                                       |
| 19.                                                                                    | Oslo                                        | 50 km s. dowolnym (start masowy)            | 9 marca 2019                                | szczegóły | Aleksandr Bolszunow                                                                  | Maksim Wylegżanin                                                                       | Andriej Łarkow                                                                        |
| 20.                                                                                    | Drammen                                     | Sprint s. klasycznym                        | 12 marca 2019                               | szczegóły | Johannes Høsflot Klæbo                                                               | Eirik Brandsdal                                                                         | Richard Jouve                                                                         |
| 21.                                                                                    | Falun                                       | Sprint s. dowolnym                          | 16 marca 2019                               | szczegóły | Johannes Høsflot Klæbo                                                               | Emil Iversen                                                                            | Sindre Bjørnestad Skar                                                                |
| 22.                                                                                    | Falun                                       | 15 km s. dowolnym                           | 17 marca 2019                               | szczegóły | Aleksandr Bolszunow                                                                  | Martin Johnsrud Sundby                                                                  | Didrik Tønseth                                                                        |
| Finał Pucharu Świata (22 – 24 marca 2019)                                              |                                             |                                             |                                             |           |                                                                                      |                                                                                         |                                                                                       |
|                                                                                        | Quebec                                      | Sprint s. dowolnym                          | 22 marca 2019                               | szczegóły | Johannes Høsflot Klæbo                                                               | Federico Pellegrino                                                                     | Sindre Bjørnestad Skar                                                                |
|                                                                                        | Quebec                                      | 15 km s. klasycznym (start masowy)          | 23 marca 2019                               | szczegóły | Johannes Høsflot Klæbo                                                               | Alex Harvey                                                                             | Didrik Tønseth                                                                        |
|                                                                                        | Quebec                                      | 15 km s. dowolnym (bieg pościgowy)          | 24 marca 2019                               | szczegóły | Alex Harvey                                                                          | Aleksandr Bolszunow                                                                     | Andrew Young                                                                          |
| 23.                                                                                    | Finał Pucharu Świata – klasyfikacja końcowa | Finał Pucharu Świata – klasyfikacja końcowa | Finał Pucharu Świata – klasyfikacja końcowa | szczegóły | Johannes Høsflot Klæbo                                                               | Alex Harvey                                                                             | Aleksandr Bolszunow                                                                   |
| Zakończenie Sezonu 2018/2019                                                           |                                             |                                             |                                             |           |                                                                                      |                                                                                         |                                                                                       |

## Klasyfikacje

### Kobiety
| Lp. | Zawodniczka              | Punkty |
| --- | ------------------------ | ------ |
| 1.  | Ingvild Flugstad Østberg | 1654   |
| 2.  | Natalja Niepriajewa      | 1431   |
| 3.  | Therese Johaug           | 1322   |
| 4.  | Krista Pärmäkoski        | 1316   |
| 5.  | Stina Nilsson            | 1072   |
| 6.  | Jessica Diggins          | 1005   |
| 7.  | Ebba Andersson           | 918    |
| 8.  | Julija Biełorukowa       | 853    |
| 9.  | Maja Dahlqvist           | 672    |
| 10. | Maiken Caspersen Falla   | 657    |
| ... |                          |        |
| 95. | Monika Skinder           | 11     |

| Lp. | Zawodniczka              | Punkty |
| --- | ------------------------ | ------ |
| 1.  | Therese Johaug           | 956    |
| 2.  | Ingvild Flugstad Østberg | 817    |
| 3.  | Natalja Niepriajewa      | 692    |
| 4.  | Krista Pärmäkoski        | 687    |
| 5.  | Ebba Andersson           | 646    |
| 6.  | Jessica Diggins          | 468    |
| 7.  | Charlotte Kalla          | 454    |
| 8.  | Julija Biełorukowa       | 385    |
| 9.  | Anastasija Siedowa       | 377    |
| 10. | Astrid Jacobsen          | 352    |

| Lp. | Zawodniczka            | Punkty |
| --- | ---------------------- | ------ |
| 1.  | Stina Nilsson          | 626    |
| 2.  | Maiken Caspersen Falla | 583    |
| 3.  | Maja Dahlqvist         | 482    |
| 4.  | Sophie Caldwell        | 371    |
| 5.  | Natalja Niepriajewa    | 311    |
| 6.  | Ida Ingemarsdotter     | 306    |
| 7.  | Jessica Diggins        | 301    |
| 8.  | Sadie Maubet Bjornsen  | 263    |
| 9.  | Jonna Sundling         | 260    |
| 10. | Nadine Fähndrich       | 245    |
| ... |                        |        |
| 63. | Monika Skinder         | 11     |

### Mężczyźni
| Lp. | Zawodnik               | Punkty |
| --- | ---------------------- | ------ |
| 1.  | Johannes Høsflot Klæbo | 1715   |
| 2.  | Aleksandr Bolszunow    | 1617   |
| 3.  | Sjur Røthe             | 974    |
| 4.  | Simen Hegstad Krüger   | 907    |
| 5.  | Didrik Tønseth         | 867    |
| 6.  | Emil Iversen           | 825    |
| 7.  | Francesco De Fabiani   | 815    |
| 8.  | Federico Pellegrino    | 706    |
| 9.  | Martin Johnsrud Sundby | 689    |
| 10. | Siergiej Ustiugow      | 633    |
| ... |                        |        |
| 96. | Maciej Staręga         | 33     |

| Lp. | Zawodnik               | Punkty |
| --- | ---------------------- | ------ |
| 1.  | Aleksandr Bolszunow    | 864    |
| 2.  | Sjur Røthe             | 558    |
| 3.  | Martin Johnsrud Sundby | 513    |
| 4.  | Simen Hegstad Krüger   | 495    |
| 5.  | Didrik Tønseth         | 486    |
| 6.  | Francesco De Fabiani   | 369    |
| 7.  | Andriej Łarkow         | 365    |
| 8.  | Andriej Mielniczenko   | 331    |
| 9.  | Johannes Høsflot Klæbo | 325    |
| 10. | Emil Iversen           | 316    |

| Lp. | Zawodnik               | Punkty |
| --- | ---------------------- | ------ |
| 1.  | Johannes Høsflot Klæbo | 754    |
| 2.  | Federico Pellegrino    | 555    |
| 3.  | Eirik Brandsdal        | 471    |
| 4.  | Sindre Bjørnestad Skar | 444    |
| 5.  | Aleksandr Bolszunow    | 363    |
| 6.  | Lucas Chanavat         | 352    |
| 7.  | Gleb Rietiwych         | 329    |
| 8.  | Emil Iversen           | 299    |
| 9.  | Richard Jouve          | 284    |
| 10. | Sondre Turvoll Fossli  | 204    |
| ... |                        |        |
| 49. | Maciej Staręga         | 33     |

### Puchar Narodów
| Lp. | Państwo           | Punkty |
| --- | ----------------- | ------ |
| 1.  | Norwegia          | 12657  |
| 2.  | Rosja             | 8636   |
| 3.  | Szwecja           | 7015   |
| 4.  | Finlandia         | 3510   |
| 5.  | Stany Zjednoczone | 3065   |
| 6.  | Francja           | 2483   |
| 7.  | Włochy            | 2463   |
| 8.  | Niemcy            | 2220   |
| 9.  | Szwajcaria        | 1839   |
| 10. | Słowenia          | 1165   |
| 11. | Kanada            | 718    |
| 12. | Wielka Brytania   | 600    |
| 13. | Austria           | 457    |
| 14. | Japonia           | 420    |
| 15. | Czechy            | 397    |
| 16. | Kazachstan        | 365    |
| 17. | Chiny             | 121    |
| 18. | Andora            | 108    |
| 19. | Polska            | 79     |
| 20. | Estonia           | 66     |
| 21. | Białoruś          | 40     |
| 22. | Słowacja          | 15     |
| 23. | Islandia          | 12     |
| 24. | Irlandia          | 9      |
| 25. | Australia         | 1      |

| Lp. | Państwo           | Punkty |
| --- | ----------------- | ------ |
| 1.  | Norwegia          | 5917   |
| 2.  | Szwecja           | 4915   |
| 3.  | Rosja             | 3707   |
| 4.  | Stany Zjednoczone | 2501   |
| 5.  | Finlandia         | 2294   |
| 6.  | Niemcy            | 1375   |
| 7.  | Słowenia          | 1007   |
| 8.  | Szwajcaria        | 857    |
| 9.  | Włochy            | 599    |
| 10. | Japonia           | 361    |
| 11. | Austria           | 340    |
| 12. | Czechy            | 235    |
| 13. | Francja           | 191    |
| 14. | Kazachstan        | 135    |
| 15. | Kanada            | 76     |
| 16. | Chiny             | 61     |
| 17. | Polska            | 38     |
| 18. | Białoruś          | 23     |
| 19. | Wielka Brytania   | 16     |
| 20. | Słowacja          | 15     |
| 21. | Australia         | 1      |

| Lp. | Państwo           | Punkty |
| --- | ----------------- | ------ |
| 1.  | Norwegia          | 6740   |
| 2.  | Rosja             | 4929   |
| 3.  | Francja           | 2292   |
| 4.  | Szwecja           | 2100   |
| 5.  | Włochy            | 1864   |
| 6.  | Finlandia         | 1216   |
| 7.  | Szwajcaria        | 982    |
| 8.  | Niemcy            | 845    |
| 9.  | Kanada            | 642    |
| 10. | Wielka Brytania   | 584    |
| 11. | Stany Zjednoczone | 564    |
| 12. | Kazachstan        | 230    |
| 13. | Czechy            | 162    |
| 14. | Słowenia          | 158    |
| 15. | Austria           | 117    |
| 16. | Andora            | 108    |
| 17. | Estonia           | 66     |
| 18. | Chiny             | 60     |
| 19. | Japonia           | 59     |
| 20. | Polska            | 41     |
| 21. | Białoruś          | 17     |
| 22. | Islandia          | 12     |
| 23. | Irlandia          | 9      |

## Wyniki Polaków

### Kobiety
| Zawodniczka     | Ruka 24.11 (SP C) | Ruka 25.11 (10 km C) | Lillehammer 30.11 (SP F) | Lillehammer 1.12 (10 km F) | Lillehammer 2.12 (10 km C) | LT | Beitostølen 8.12 (15 km F) | Davos 15.12 (SP F) | Davos 16.12 (10 km F) | Toblach 29.12 (SP F) | Toblach 30.12 (10 km F) | Val Müstair 1.01 (SP F) | Oberstdorf 2.01 (10 km C) | Oberstdorf 3.01 (10 km F) | Val di Fiemme 5.01 (10 km C) | Val di Fiemme 6.01 (9 km F) | TdS | Drezno 12.01 (SP F) | Otepää 19.01 (SP C) | Otepää 20.01 (10 km C) | Ulricehamn 26.01 (10 km F) | Lahti 9.02 (SP F) | Cogne 16.02 (SP F) | Cogne 17.02 (10 km C) | Oslo 9.03 (30 km F) | Drammen 12.03 (SP C) | Falun 16.03 (SP F) | Falun 17.03 (10 km F) | Québec 22.03 (SP F) | Québec 23.03 (10 km C) | Québec 24.03 (10 km F) | FPŚ |
| Weronika Kaleta | –                 | –                    | –                        | –                          | –                          | –  | –                          | –                  | –                     | –                    | –                       | –                       | –                         | –                         | –                            | –                           | –   | 49                  | –                   | –                      | –                          | –                 | –                  | –                     | –                   | –                    | –                  | –                     | –                   | –                      | –                      | –   |
| Urszula Łętocha | 70                | 54                   | –                        | –                          | –                          | –  | –                          | 59                 | 56                    | 54                   | 65                      | 62                      | 45                        | –                         | –                            | –                           | –   | 42                  | –                   | –                      | –                          | –                 | –                  | –                     | –                   | –                    | –                  | –                     | –                   | –                      | –                      | –   |
| Izabela Marcisz | –                 | –                    | –                        | –                          | –                          | –  | –                          | 65                 | 43                    | –                    | –                       | –                       | –                         | –                         | –                            | –                           | –   | 32                  | –                   | –                      | –                          | –                 | –                  | –                     | –                   | –                    | –                  | –                     | –                   | –                      | –                      | –   |
| Monika Skinder  | –                 | –                    | –                        | –                          | –                          | –  | –                          | 44                 | –                     | –                    | –                       | –                       | –                         | –                         | –                            | –                           | –   | 20                  | –                   | –                      | –                          | –                 | –                  | –                     | –                   | –                    | –                  | –                     | –                   | –                      | –                      | –   |

### Mężczyźni
| Zawodnik        | Ruka 24.11 (SP C) | Ruka 25.11 (15 km C) | Lillehammer 30.11 (SP F) | Lillehammer 1.12 (15 km F) | Lillehammer 2.12 (15 km C) | LT | Beitostølen 8.12 (30 km F) | Davos 15.12 (SP F) | Davos 16.12 (15 km F) | Toblach 29.12 (SP F) | Toblach 30.12 (15 km F) | Val Müstair 1.01 (SP F) | Oberstdorf 2.01 (15 km C) | Oberstdorf 3.01 (15 km F) | Val di Fiemme 5.01 (15 km C) | Val di Fiemme 6.01 (9 km F) | TdS | Drezno 12.01 (SP F) | Otepää 19.01 (SP C) | Otepää 20.01 (15 km C) | Ulricehamn 26.01 (15 km F) | Lahti 9.02 (SP F) | Cogne 16.02 (SP F) | Cogne 17.02 (15 km C) | Oslo 9.03 (50 km F) | Drammen 12.03 (SP C) | Falun 16.03 (SP F) | Falun 17.03 (15 km F) | Québec 22.03 (SP F) | Québec 23.03 (15 km C) | Québec 24.03 (15 km F) | FPŚ |
| Dominik Bury    | –                 | 72                   | –                        | –                          | –                          | –  | –                          | 73                 | 41                    | 52                   | 48                      | –                       | –                         | –                         | –                            | –                           | –   | –                   | –                   | –                      | –                          | –                 | –                  | –                     | –                   | –                    | 51                 | 47                    | –                   | –                      | –                      | –   |
| Kamil Bury      | 53                | –                    | –                        | –                          | –                          | –  | –                          | 70                 | 81                    | 45                   | 84                      | 80                      | –                         | –                         | –                            | –                           | –   | –                   | –                   | –                      | –                          | 58                | 54                 | 63                    | –                   | 47                   | 61                 | 65                    | –                   | –                      | –                      | –   |
| Mateusz Haratyk | –                 | 88                   | –                        | –                          | –                          | –  | –                          | –                  | 91                    | –                    | –                       | –                       | –                         | –                         | –                            | –                           | –   | –                   | –                   | –                      | –                          | –                 | –                  | –                     | –                   | –                    | –                  | –                     | –                   | –                      | –                      | –   |
| Maciej Staręga  | 52                | 69                   | 26                       | 87                         | –                          | –  | –                          | 29                 | –                     | 11                   | 98                      | 29                      | –                         | –                         | –                            | –                           | –   | 33                  | –                   | –                      | –                          | 31                | 42                 | –                     | –                   | 41                   | 41                 | DNS                   | –                   | –                      | –                      | –   |